# ليدي أنجيلا فوربس
ليدي أنجيلا فوربس (بالإنجليزية: Lady Angela Forbes)‏ (11 يونيو 1876، مي فير في المملكة المتحدة - 22 أكتوبر 1950 في جيرزي)؛ روائية بريطانية.